# Ali Pasza z Tepeleny

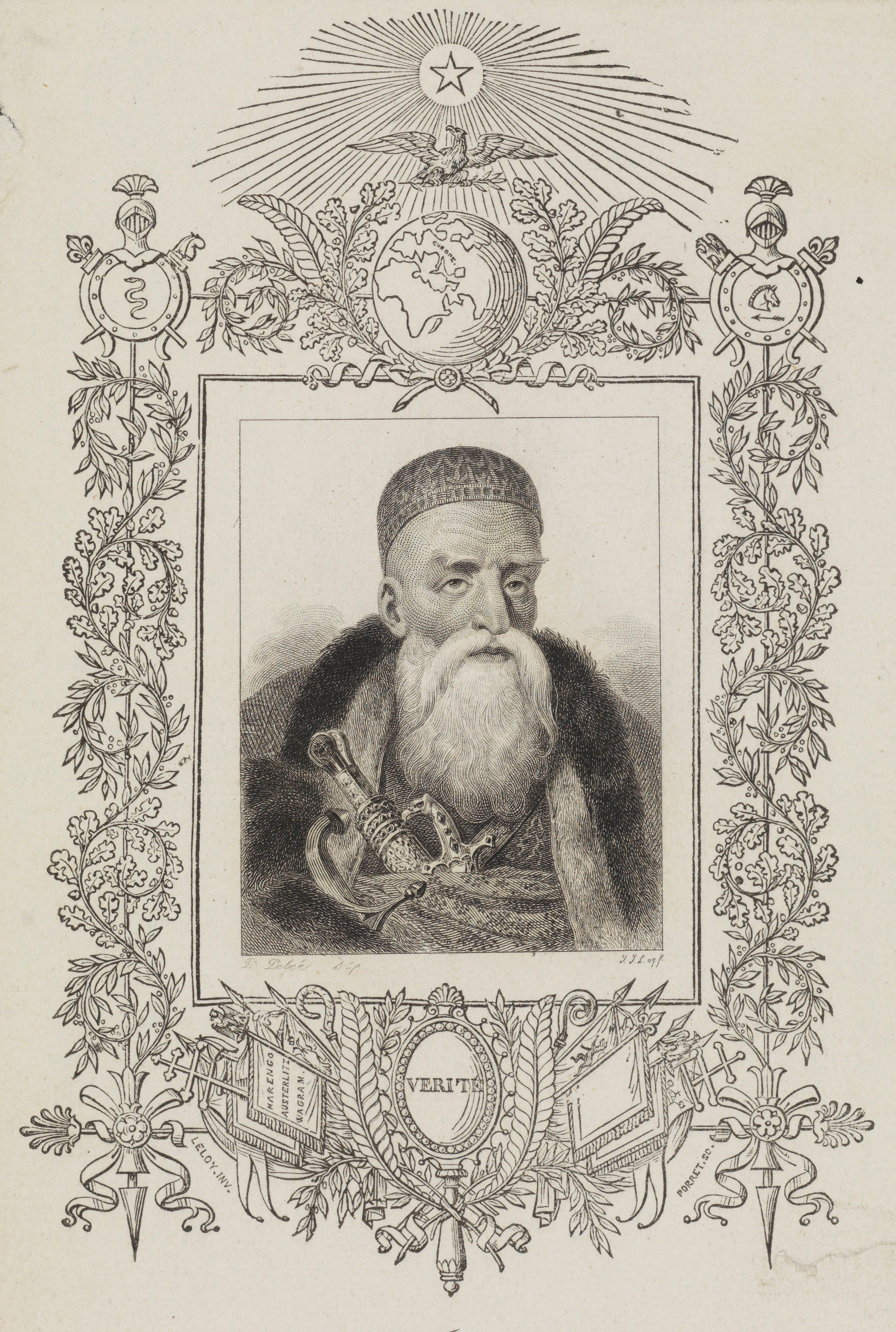
Ali Pasha of Ioannina

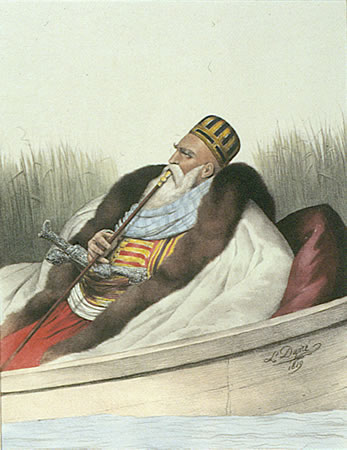
Ali Pasza

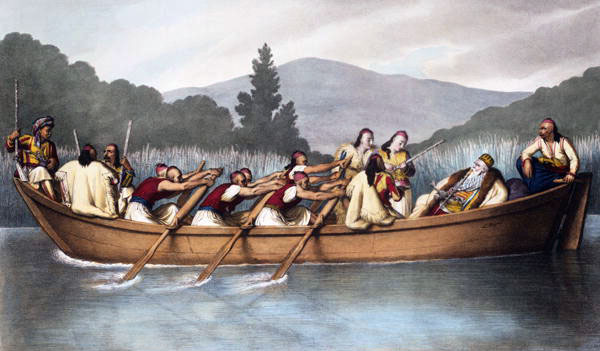
Polowanie Ali-Paszy na jez. Janina

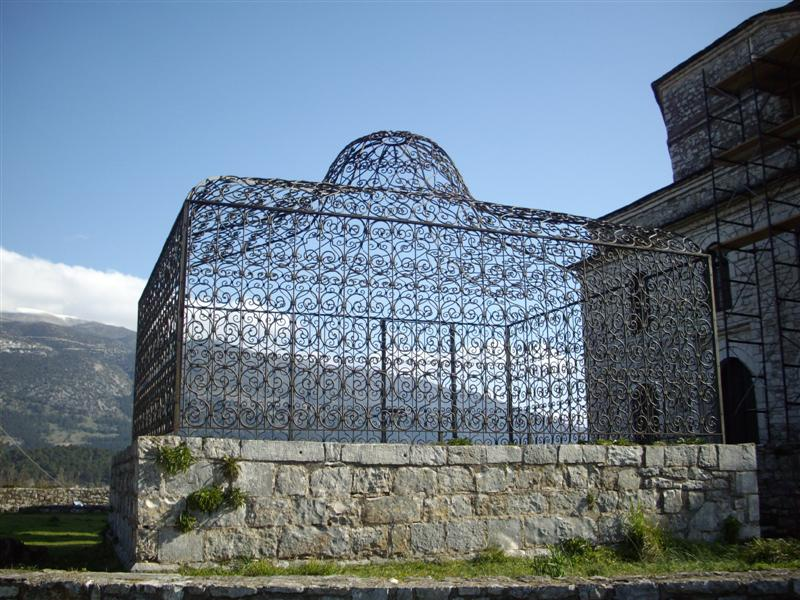
Grób „Lwa z Janiny”

Ali Pasza z Tepeleny (1741–1822), zwany Lwem Janiny, możnowładca osmański, lennik sułtana, a ostatecznie niezależny władca Epiru. Był synem Veli beja, dziedzicznego zarządcy Tepeleny, potomka tureckich osadników z Kütahji i Hanko, Albanki z Epiru (Epiriotki) z Konicy. Urodził się w wiosce Beçisht u stóp gór Këlcyrë.

## Życiorys
Ojciec Alego został wypędzony z rodowych włości przez najbliższych krewnych i schronił się w górach, gdzie trudnił się zbójnictwem. Zmarł, gdy Ali miał 9 lat. Ali poszedł za przykładem ojca i utrzymywał się za młodu rozbojami na epirskich traktach.
Zasadniczą zmianę w jego karierze przyniosło poślubienie córki beja Delviny, który pełnił funkcję komendanta straży ochraniającej górskie trakty. W 1785 roku Ali zgładził teścia i zajął jego miejsce. Zgromadził wokół siebie znaczne siły ok. 8 tys. ludzi, które zostały przyjęte do składu osobowego armii tureckiej.
W 1785 roku został mianowany paszą Janiny. W roku następnym sułtan przesunął go do Trikali, gdzie Ali miał rozwiązać problem zbójnictwa nękającego prowincję. Misję tę Ali wypełnił, przyjmując część miejscowych hersztów na swój żołd, a resztę bezlitośnie tępiąc.
W następnych latach Ali stopniowo skupiał pod swym panowaniem północno-zachodnią Grecję (Peloponez, Epir) i terytorium dzisiejszej Albanii.
Rozbudował dla swych potrzeb twierdzę w Janinie. Pomieścił w niej dwór godny monarchy – pełen bogactw, elegancji, wyrafinowania i dóbr greckiej kultury, dla której był także mecenasem. Jednak rządził skrajnie okrutnie, chciwie i bezwzględnie, nawet wobec własnych bliskich.
Był znakomitym dowódcą i gospodarzem. Skutecznie tępił rozbójnictwo na drogach (plagę owych czasów w całym imperium), popierał szkolnictwo, produkcję rzemieślniczą i dalekosiężny handel. Formalnie lennik sułtana, realizował budowę udzielnego państwa albańsko-greckiego, całkowicie niezależnego od Turcji. Toteż zawierał kolejne sojusze z Napoleonem Bonaparte, Wielką Brytanią, spiskowcami greckimi – sprzyjał powstaniu tajnego greckiego stowarzyszenia narodowego Filiki Heteria (Stowarzyszenie Przyjaciół), licząc na sprowokowanie interwencji Rosji.
W roku 1820 zorganizował w Konstantynopolu zabójstwo swego oponenta, co sułtan Mahmud II wykorzystał jako pretekst do rozprawy wojskowej z niebezpiecznym podwładnym, dawno już zbyt samodzielnym, jak na urzędnika. W początkach 1822, po 17-miesięcznej kampanii i oblężeniu Janiny, Ali Pasza został ostatecznie pokonany przez turecką armię. Pojmany 24 stycznia (lub 5 lutego) 1822, na wyspie, na pobliskim jeziorze Pamvotida, został zgładzony na miejscu, w klasztorze świętego Pantalejmona. Istnieje tam dziś muzeum historyczne przekazujące nastrój epoki i gromadzące związane z Alim Paszą przedmioty, w tym insygnia jego władzy.
Jednym z bezpośrednich następstw oblężenia, a następnie usunięcia Alego Paszy, stała się szansa sukcesu greckiego powstania narodowego 1821-1827 – pierwszego zwycięskiego spośród kilkunastu tragicznych zrywów.
Ali Pasza był dwukrotnie żonaty (Emine i Zaliha). Z małżeństwa z Emine miał dwóch synów Muhtara, późniejszego mytesarifa Beratu oraz weterana wojny rosyjsko-tureckiej i Veli Paszę, późniejszego pasze Morei oraz gubernatora Wlory. Z małżeństwa z Zalihą miał dwoje dzieci – nieznaną z imienia córkę i syna Myrtezę.
Jako Ali Pasas jest bohaterem niezliczonych greckich podań ludowych i zwłaszcza opowieści dla dzieci.
Wizję artystyczną oblężenia Janiny i śmierci Alego Paszy przedstawił Alexandre Dumas w powieści Hrabia Monte Christo.

## Galeria

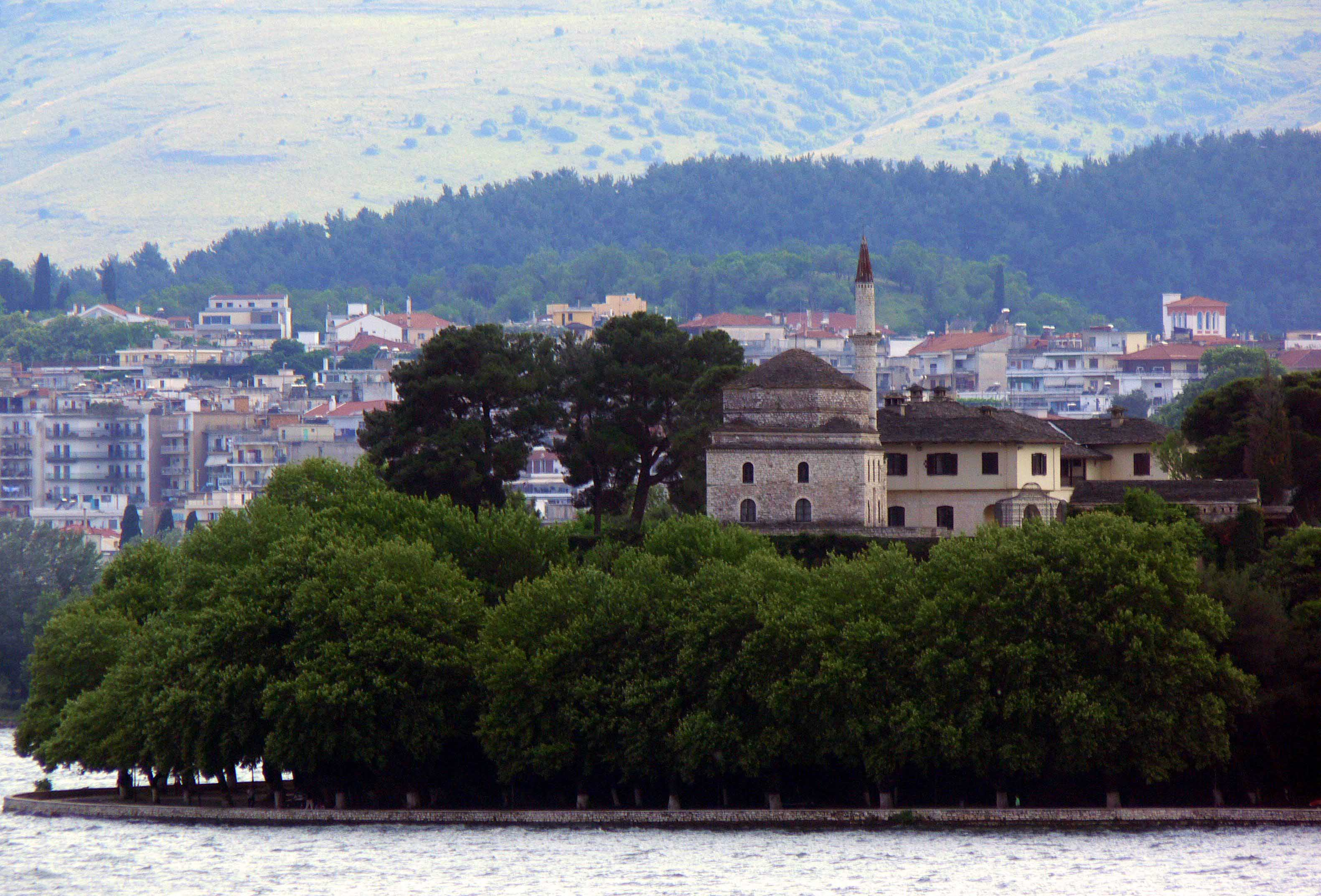
Miejsce pochówku Alego Paszy – z oddali
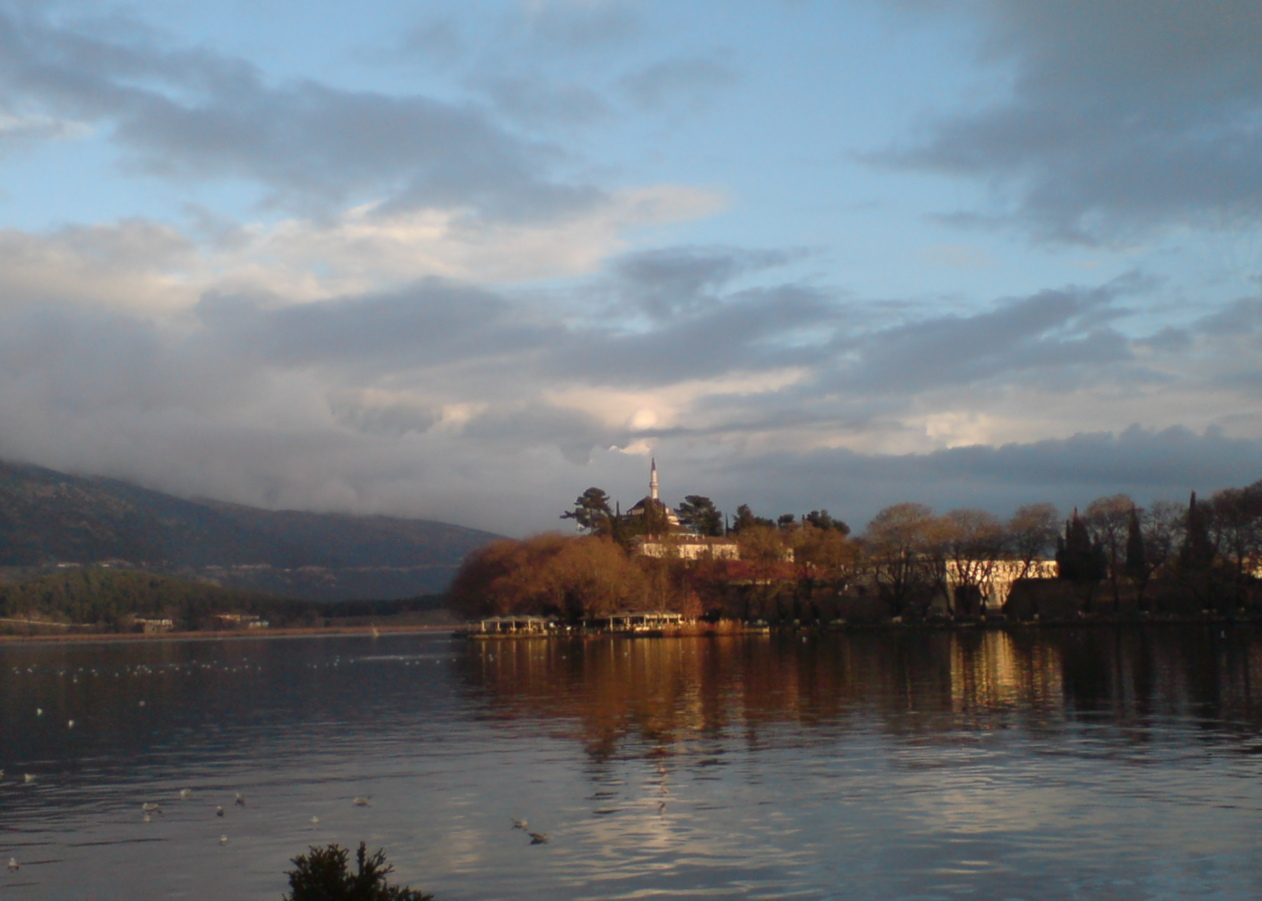
Wyspa na jeziorze Pamvotida
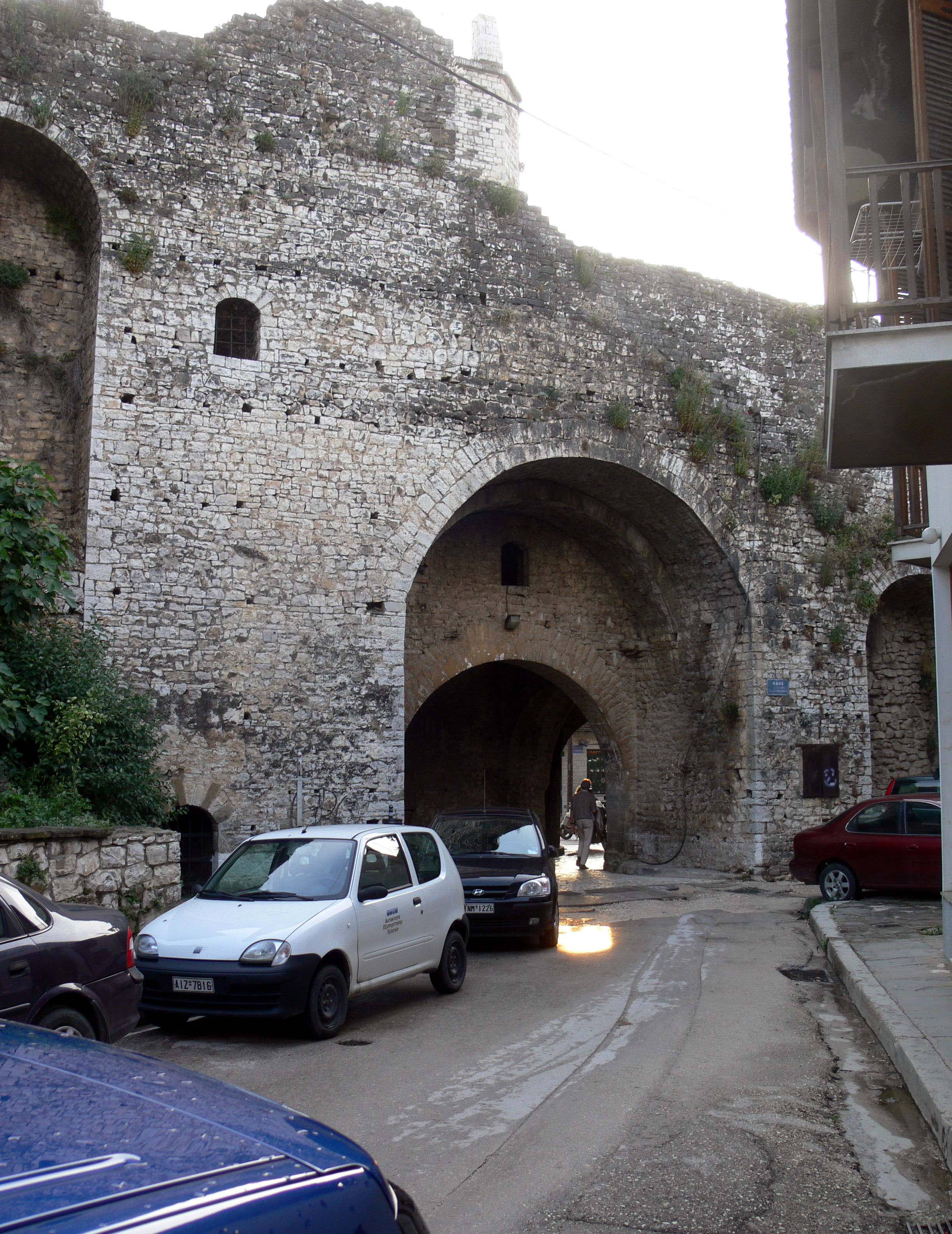
Brama wjazdowa zamku Alego Paszy w Janinie
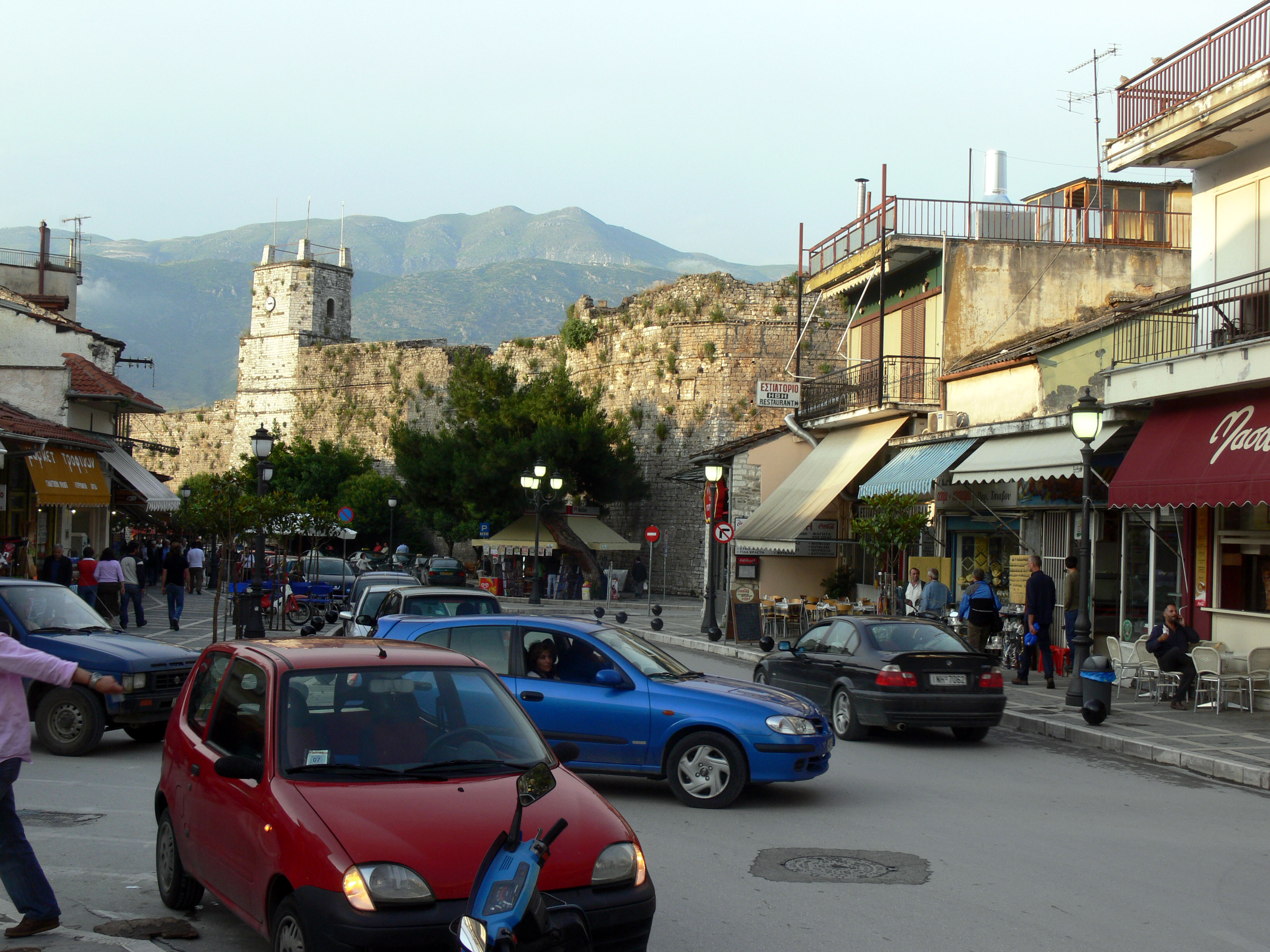
Okolice zamku – widok aktualny
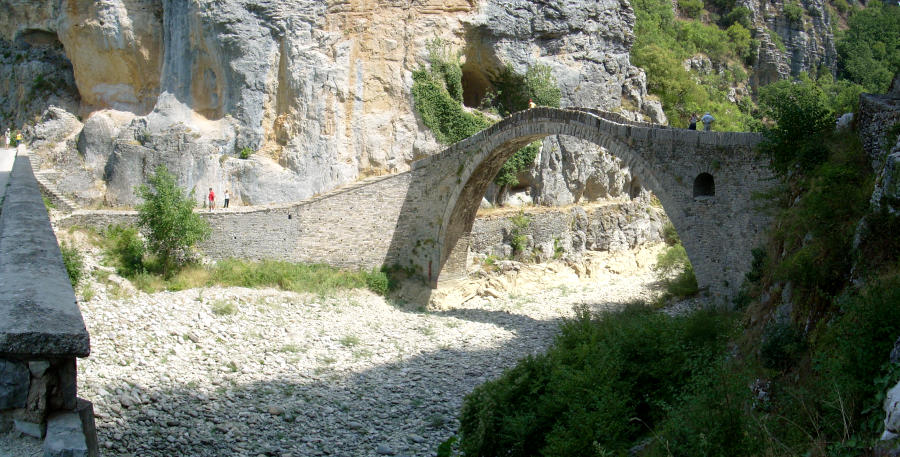
Tak wyglądały ówczesne drogi – w państwie Alego Paszy podobnych mostów było i pozostało do dziś szczególnie wiele.